# Stazioni della metropolitana di Santo Domingo
Questo è un elenco delle stazioni della metropolitana di Santo Domingo, escluse quelle abbandonate, progettate, pianificate o in costruzione.
| Linea   | Stazione                       | Trasferimento | Apertura        |
| ------- | ------------------------------ | ------------- | --------------- |
| Linea 1 | Mamá Tingó                     |               | 22 gennaio 2009 |
| Linea 1 | Gregorio Urbano Gilbert        |               | 22 gennaio 2009 |
| Linea 1 | Gregorio Luperón               |               | 22 gennaio 2009 |
| Linea 1 | José Francisco Peña Gómez      |               | 22 gennaio 2009 |
| Linea 1 | Hermanas Mirabal               |               | 22 gennaio 2009 |
| Linea 1 | Máximo Gómez                   |               | 22 gennaio 2009 |
| Linea 1 | Los Taínos                     |               | 22 gennaio 2009 |
| Linea 1 | Pedro Livio Cedeño             |               | 22 gennaio 2009 |
| Linea 1 | Manuel Arturo Peña Batlle      |               | 22 gennaio 2009 |
| Linea 1 | Juan Pablo Duarte              | Linea 2       | 22 gennaio 2009 |
| Linea 1 | Juan Bosch                     |               | 22 gennaio 2009 |
| Linea 1 | Casandra Damirón               |               | 29 gennaio 2009 |
| Linea 1 | Joaquín Balaguer               |               | 22 gennaio 2009 |
| Linea 1 | Amín Abel                      |               | 22 gennaio 2009 |
| Linea 1 | Francisco Alberto Caamaño      |               | 22 gennaio 2009 |
| Linea 1 | Centro de los Héroes           |               | 22 gennaio 2009 |
| Linea 2 | María Montez                   |               | 1º aprile 2013  |
| Linea 2 | Pedro Francisco Bonó           |               | 1º aprile 2013  |
| Linea 2 | Francisco Gregorio Billini     |               | 1º aprile 2013  |
| Linea 2 | Ulises Francisco Espaillat     |               | 1º aprile 2013  |
| Linea 2 | Pedro Mir                      |               | 1º aprile 2013  |
| Linea 2 | Freddy Beras Goico             |               | 1º aprile 2013  |
| Linea 2 | Juan Ulises García Saleta      |               | 1º aprile 2013  |
| Linea 2 | Juan Pablo Duarte              | Linea 1       | 1º aprile 2013  |
| Linea 2 | Colonel Rafael Tomás Fernández |               | 1º aprile 2013  |
| Linea 2 | Mauricio Báez                  |               | 1º aprile 2013  |
| Linea 2 | Ramón Cáceres                  |               | 1º aprile 2013  |
| Linea 2 | Horacio Vásquez                |               | 1º aprile 2013  |
| Linea 2 | Manuel de Jesús Galván         |               | 1º aprile 2013  |
| Linea 2 | Eduardo Brito                  |               | 1º aprile 2013  |
| Linea 2 | Ercilia Pepin                  |               | 9 agosto 2018   |
| Linea 2 | Rosa Duarte                    |               | 9 agosto 2018   |
| Linea 2 | Trina de Moya de Vasquez       |               | 9 agosto 2018   |
| Linea 2 | Concepción Bona                |               | 9 agosto 2018   |